# بارا دو مندز
بارا دو مندز (به پرتغالی: Barra do Mendes) یک شهرداری در برزیل است که در باهیا واقع شده‌است. بارا دو مندز ۱۳٬۸۳۳ نفر جمعیت دارد و ۱۲۱ متر بالاتر از سطح دریا واقع شده‌است.